# بوئینگ ایکس‌پی-۹
بوئینگ ایکس‌پی-۹ (به انگلیسی: Boeing XP-9) یک هواپیمای ساختِ بوئینگ در کشور ایالات متحده آمریکا است. نخستین استفاده‌کنندهٔ این هواپیما نیروی زمینی ایالات متحده آمریکا بوده‌است. این هواپیما در ۱۸ نوامبر ۱۹۳۰ میلادی نخستین پرواز خود را انجام داد.